# I liga paragwajska w piłce nożnej (2003)
Mistrzem Paragwaju został klub Club Libertad, natomiast wicemistrzem Paragwaju - Club Guaraní.
Sezon podzielony został na dwa turnieje - Apertura i Clausura. Zwycięzcy obu turniejów mieli zmierzyć się o mistrzostwo kraju. Zwycięzca miał zdobyć tytuł mistrza, a przegrany tytuł wicemistrza Paragwaju. Ponieważ zarówno turniej Apertura jak i Clausura wygrał klub Club Libertad, nie było konieczności rozgrywania meczów o tytuł mistrza Paragwaju. O tytuł wicemistrza Paragwaju zmierzyli się wicemistrzowie Apertura (Club Guaraní) i Clausura (Club Olimpia). Zwyciężył klub Club Guaraní zyskując tytuł wicemistrza Paragwaju.
Do turniejów międzynarodowych zakwalifikowały się następujące kluby:
- Copa Sudamericana 2003: Club Libertad, Club Guaraní
- Copa Libertadores 2004: Club Libertad, Club Guaraní, Club Olimpia

Do drugiej ligi spadł klub Sportivo San Lorenzo, a na jego miejsce awansował Club Nacional.

## Torneo Apertura 2003

### Apertura 1
| Data           | Mecz |
| -------------- | --- |
| 14 lutego 2003 | Club Libertad - 12 de Octubre Itaugua 3:0 Gustavo Morínigo 5, Arnaldo Espínola 44, Derlis Soto 77                                   |
| 16 lutego 2003 | Sportivo San Lorenzo - Club Olimpia 1:3 Emilio Ibarra 80 - Víctor Quintana 48, 61, Mauro Caballero 57                               |
| 16 lutego 2003 | Club Sol de América - Cerro Porteño 2:0 Aldo Adorno 7, 13                                                                           |
| 16 lutego 2003 | Sport Colombia Fernando de la Mora - Sportivo Luqueño 2:1 Derlis Pérez 7, Carlos Leite 81 - Hugo Centurión 47                       |
| 16 lutego 2003 | Club Guaraní - Tacuary Asunción 3:2 Rodrigo Mendoza 23, Roberto Bogado 42, Gilberto Velázquez 71 - Braulio Armoa 1, Lorenzo Silva 9 |

### Apertura 2
| Data           | Mecz |
| -------------- | --- |
| 21 lutego 2003 | Sportivo Luqueño - Club Sol de América 0:0 |
| 22 lutego 2003 | Tacuary Asunción - Club Libertad 0:2 Derlis Soto 50, Sergio Fernandez 77                                                                                   |
| 23 lutego 2003 | Club Guaraní - Sportivo San Lorenzo 2:1 Pablo Giménez 63, 68 - Oscar Sanabria 75                                                                           |
| 23 lutego 2003 | 12 de Octubre Itaugua - Sport Colombia Fernando de la Mora 4:2 Richard Estigarribia 60, 62, 74, Raul Arviniagaldez 92 - Carlos Mereles 7, Elvio Cardozo 75 |
| 23 lutego 2003 | Cerro Porteño - Club Olimpia 1:1 Hector Nuńez 62 - Julio Enciso 20k                                                                                        |

### Apertura 3
| Data            | Mecz |
| --------------- | --- |
| 28 lutego 2003  | Club Olimpia - Sportivo Luqueño 2:0 Mauro Caballero 6, Francisco Esteche 91 |
| 28 lutego 2003  | Club Sol de América - 12 de Octubre Itaugua 1:1 José Franco 79 - Fredy Bareiro 26                                                                                                  |
| 1 marca 2003    | Sportivo San Lorenzo abd Cerro Porteño 0:3 Erwin Ávalos 22, Dante López 32, Santiago Salcedo 49 mecz przerwany został w 70 minucie z powodu awarii światła - dokończony 3 kwietnia |
| 2 marca 2003    | Sport Colombia Fernando de la Mora - Tacuary Asunción 1:2 Juan Matto 37k - Julio Ortellado 32, Michel Valenzuela 77                                                                |
| 2 marca 2003    | Club Libertad - Club Guaraní 2:1 Juan Samudio 39, Osvaldo Cohener 48 - Néstor Espinoza 68k                                                                                         |
| 3 kwietnia 2003 | Sportivo San Lorenzo - Cerro Porteño0:4 Erwin Ávalos 22, 71, Dante López 32, Santiago Salcedo 49 dokończenie 20 minut z 1 marca                                                    |

### Apertura 4
| Data         | Mecz |
| ------------ | --- |
| 7 marca 2003 | Club Libertad - Sportivo San Lorenzo 2:0 Daniel Sanabria 49, Sergio Fernández 53                                                                                |
| 8 marca 2003 | Sportivo Luqueño - Cerro Porteño 0:1 Edgar Barreto 71 |
| 9 marca 2003 | Club Guaraní - Sport Colombia Fernando de la Mora 4:2 Carlos Estigarribia 33, 59, Néstor Espinoza 40, Fabio Nunes 61 - Prisciliano González 36k, David Gómez 66 |
| 9 marca 2003 | Tacuary Asunción - Club Sol de América 1:0 Raúl Román 35k |
| 9 marca 2003 | 12 de Octubre Itaugua - Club Olimpia 0:2 Sergio Orteman 25k, Miguel Benítez 45]                                                                                 |

### Apertura 5
| Data          | Mecz |
| ------------- | --- |
| 15 marca 2003 | Club Olimpia - Tacuary Asunción 1:4 Guido Alvarenga 34 - Diego Caneza 3, Jorge Brítez 4, Lorenzo Silva 80, Raúl Roman 82                |
| 16 marca 2003 | Sportivo San Lorenzo - Sportivo Luqueño 2:4 Oscar Sanabria 11, 90 k - Hugo Centurión 33, Luis Núńez 42k, Cuellar 64, Daniel Ferreira 70 |
| 16 marca 2003 | Club Sol de América - Club Guaraní 3:0 Marcial Garay 54, 67, Jose Franco 70                                                             |
| 30 marca 2003 | Sport Colombia Fernando de la Mora - Club Libertad 0:1 Ismael Martínez 13s                                                              |
| 30 marca 2003 | Cerro Porteño - 12 de Octubre Itaugua 5:0 Erwin Avalos 4, 34, 66, Hector Núńez 30, Edgar Barreto 79                                     |

### Apertura 6
| Data          | Mecz |
| ------------- | --- |
| 22 marca 2003 | Club Libertad - Club Sol de América 1:1 Juan Samudio 23 - Jose Franco 20                                                                                                 |
| 22 marca 2003 | Club Guaraní - Club Olimpia 3:3 Fabio Nunes 8, Wagner Alves 43, Osvaldo Díaz 67 - Mauro Caballero 50, 60, 79                                                             |
| 22 marca 2003 | 12 de Octubre Itaugua - Sportivo Luqueño 1:1 Tomás González 57 - Carlos Alvarenga 18                                                                                     |
| 23 marca 2003 | Sport Colombia Fernando de la Mora - Sportivo San Lorenzo 4:2 Alfredo Benítez 6, Carlos Leite 37, Elvio Cardozo 65, Pedro Irala 89 - Emilio Ibarra 53, Arnaldo Alonso 76 |
| 23 marca 2003 | Tacuary Asunción - Cerro Porteño 2:3 Julio Ortellado 56, Fernando Benítez 93 - Santiago Salcedo 11, Hector Núńez 51, Edgar Barreto 73                                    |

### Apertura 7
| Data            | Mecz |
| --------------- | --- |
| 5 kwietnia 2003 | Club Olimpia - Club Libertad 1:1 Rodrigo López 37 - Virgilio Ferreira 23                                                |
| 5 kwietnia 2003 | Cerro Porteño - Club Guaraní 2:2 Erwin Ávalos 7, Julio Dos Santos 28 - Osvaldo Díaz 46, Pablo Giménez 54                |
| 6 kwietnia 2003 | Sportivo San Lorenzo - 12 de Octubre Itaugua 2:0 Nelson Romero 76, Emilio Ibarra 88                                     |
| 6 kwietnia 2003 | Sportivo Luqueño - Tacuary Asunción 4:1 Hugo Centurión 8, Daniel Ferreira 37, 57, Victor Ortiz 45 - Gerardo Traverso 81 |
| 6 kwietnia 2003 | Club Sol de América - Sport Colombia Fernando de la Mora 1:1 Jacinto Zorrilla 20 - Carlos Leite 40                      |

### Apertura 8
| Data             | Mecz |
| ---------------- | --- |
| 12 kwietnia 2003 | Club Libertad - Cerro Porteño 0:0 |
| 12 kwietnia 2003 | Tacuary Asunción - 12 de Octubre Itaugua 1:1 Gerardo Traverso - Walter Avalos                                                                        |
| 13 kwietnia 2003 | Club Sol de América - Sportivo San Lorenzo 4:1 Jose Franco 31, 51, Marcial Garay 57, 75 - Luciano Ojeda 61                                           |
| 13 kwietnia 2003 | Sport Colombia Fernando de la Mora - Club Olimpia 1:1 Julio González Benitez 23 - Pedro Benítez 1                                                    |
| 13 kwietnia 2003 | Club Guaraní - Sportivo Luqueño 2:4 Diego Centurión 27, Fabio Nunes 68 - Daniel Ferreira 2, Victor Ortíz 49k, Carlos Alvarenga 62, Hugo Centurión 84 |

### Apertura 9
| Data             | Mecz |
| ---------------- | --- |
| 17 kwietnia 2003 | Club Olimpia - Club Sol de América 2:0 Julio Caceres 18, Mauro Caballero 92                                                                 |
| 20 kwietnia 2003 | Sportivo San Lorenzo - Tacuary Asunción 1:2 Alfredo Cano 51 - Raúl Román 10, Fernando Benítez 83                                            |
| 20 kwietnia 2003 | 12 de Octubre Itaugua - Club Guaraní 1:1 Raúl Arviniagáldez 62 - Fabio Nunes 22                                                             |
| 20 kwietnia 2003 | Sportivo Luqueño - Club Libertad 0:1 Juan Samudio 60                                                                                        |
| 20 kwietnia 2003 | Cerro Porteño - Sport Colombia Fernando de la Mora 4:1 Jorge Núńez 19, Sergio Aquino 43, Erwin Ávalos 64, Hugo Miranda 90s - Pedro Irala 26 |

### Tabela fazy ligowej Apertura 2003
| Poz | Klub                               | Mecze | Zw | Rem | Por | Pkt | BrZd | BrStr |
| --- | ---------------------------------- | ----- | -- | --- | --- | --- | ---- | ----- |
| 1   | Club Libertad                      | 9     | 6  | 3   | 0   | 21  | 13   | 3     |
| 2   | Cerro Porteño                      | 9     | 5  | 3   | 1   | 18  | 20   | 8     |
| 3   | Club Olimpia                       | 9     | 4  | 4   | 1   | 16  | 16   | 11    |
| 4   | Club Sol de América                | 9     | 3  | 4   | 2   | 13  | 12   | 7     |
| 5   | Tacuary Asunción                   | 9     | 4  | 1   | 4   | 13  | 15   | 16    |
| 6   | Club Guaraní                       | 9     | 3  | 3   | 3   | 12  | 18   | 20    |
| 7   | Sportivo Luqueño                   | 9     | 3  | 2   | 4   | 11  | 14   | 12    |
| 8   | Sport Colombia Fernando de la Mora | 9     | 2  | 2   | 5   | 8   | 14   | 20    |
| 9   | 12 de Octubre Itaugua              | 9     | 1  | 4   | 4   | 7   | 8    | 18    |
| 10  | Sportivo San Lorenzo               | 9     | 1  | 0   | 8   | 3   | 10   | 25    |

Dwa pierwsze kluby w tabeli uzyskały przed drugą fazą bounusy po 2 punkty.

### 1/2 finału
| Data             | Mecz |
| ---------------- | --- |
| 26 kwietnia 2003 | Tacuary Asunción - Club Olimpia 2:0 Raúl Román 13, Fernando Benítez 69                                                              |
| 26 kwietnia 2003 | Club Guaraní - Club Sol de América 1:0 Wagner 7                                                                                     |
| 1 maja 2003      | Guarani - Cerro Porteño 2:1 Angel Ortiz 10, Fabio Nunes 55 - Walter Fretes 5                                                        |
| 4 maja 2003      | Club Libertad - Tacuary Asunción 0:0                                                                                                |
| 11 maja 2003     | Club Libertad - Club Olimpia 2:0 Gustavo Morínigo 27, 51                                                                            |
| 11 maja 2003     | Cerro Porteño - Club Sol de América 2:4 Aldo Jara 10, Edgar Benítez 43k - Marcial Garay 12, 58, José Franco 81, Aureliano Torres 90 |

Klubom Club Libertad i Cerro Porteño doliczono po 2 punkty za zajęcie dwóch czołowych lokat w fazie ligowej.
| Poz | Klub             | Mecze | Zw | Rem | Por | Pkt | BrZd | BrStr |
| --- | ---------------- | ----- | -- | --- | --- | --- | ---- | ----- |
| 1   | Club Libertad    | 2     | 1  | 1   | 0   | 6   | 2    | 0     |
| 2   | Tacuary Asunción | 2     | 1  | 1   | 0   | 4   | 2    | 0     |
| 3   | Club Olimpia     | 2     | 0  | 0   | 2   | 0   | 0    | 4     |

| Poz | Klub                | Mecze | Zw | Rem | Por | Pkt | BrZd | BrStr |
| --- | ------------------- | ----- | -- | --- | --- | --- | ---- | ----- |
| 1   | Club Guaraní        | 2     | 2  | 0   | 0   | 6   | 3    | 1     |
| 2   | Club Sol de América | 2     | 1  | 0   | 1   | 3   | 4    | 3     |
| 3   | Cerro Porteño       | 2     | 0  | 0   | 2   | 2   | 3    | 6     |

### Finał
| Data         | Mecze rozegrane zostały na stadionie Estadio Defensores del Chaco |
| ------------ | ----------------------------------------------------------------- |
| 18 maja 2003 | Club Guaraní - Club Libertad 0:0                                  |
| 25 maja 2003 | Club Libertad - Club Guaraní 1:0 Gustavo Morínigo 67              |

Zwycięzcą turnieju Apertura w roku 2003 został klub Club Libertad.

## Torneo Clausura 2003

### Clausura 1
| Data            | Mecz |
| --------------- | --- |
| 15 czerwca 2003 | Cerro Porteño - Club Sol de América 1:0 Christian Esquivel 85 |
| 15 czerwca 2003 | 12 de Octubre Itaugua - Club Guaraní 0:1 Angel Ortiz 57k |
| 15 czerwca 2003 | Sport Colombia Fernando de la Mora - Sportivo Sportivo Luqueño 1:2 David Gómez 44 - Víctor Ortíz 28, César Cáceres Cańete 42                                            |
| 15 czerwca 2003 | Club Olimpia - Tacuary Asunción 1:1 Rodrigo López 61 - Cristian Riveros 1                                                                                               |
| 16 czerwca 2003 | Club Libertad - Sportivo Sportivo San Lorenzo 4:2 Derlis Soto 24, Fredy Bareiro 34, Sergio Fernandez 52, Osvaldo Martinez 91 - Francisco Escobar 84k, Arnaldo Duarte 86 |

### Clausura 2
| Data            | Mecz |
| --------------- | --- |
| 20 czerwca 2003 | Sportivo Luqueño - Club Sol de América 0:0                                                                                      |
| 22 czerwca 2003 | Tacuary Asunción - Sportivo San Lorenzo 2:2 Julio González Ferreira 38, Lorenzo Silva 87 - Celso Ruiz Díaz 37, Luciano Ojeda 90 |
| 22 czerwca 2003 | Club Libertad - 12 de Octubre Itaugua 3:1 Fredy Bareiro 15, Juan Samudio 47k, Sergio Fernández 74 - Marcio Costas 10            |
| 22 czerwca 2003 | Club Guaraní - Sport Colombia Fernando de la Mora 4:0 Osvaldo Díaz 40, Edgar González 83, 87, Angel Ortiz 89k                   |
| 22 czerwca 2003 | Club Olimpia - Cerro Porteño 2:1 Rodrigo López 45, Mauro Caballero 84 - Erwin Avalos 34                                         |

### Clausura 3
| Data            | Mecz |
| --------------- | --- |
| 27 czerwca 2003 | Sport Colombia Fernando de la Mora - Club Libertad 3:4 Ismael Martínez 27, Pedro Velásquez 36, Javier Espínola 86k - Juan Samudio 19, 49k, 51, Gustavo Morínigo 65 |
| 29 czerwca 2003 | Club Sol de América - Club Guaraní 1:2 Aldo Adorno 25 - Wagner 26, Mariano Barrientos 28s                                                                          |
| 29 czerwca 2003 | Sportivo San Lorenzo - Club Olimpia 1:4 Francisco Escobar 8k - Sergio Orteman 11k, 51, Richart Báez 89, 91                                                         |
| 29 czerwca 2003 | 12 de Octubre Itaugua - Tacuary Asunción 1:0 Ronielle 47 |
| 29 czerwca 2003 | Cerro Porteño - Sportivo Sportivo Luqueño 3:3 Hector Núńez 9, 52k, Erwin Avalos 40 - Hugo Centurión 17k, David Toledo 23, Seidou Aboubakar 80                      |

### Clausura 4
| Data          | Mecz |
| ------------- | --- |
| 6 lipca 2003  | Club Olimpia - 12 de Octubre Itaugua 0:0                                                                |
| 12 lipca 2003 | Tacuary Asunción - Sport Colombia Fernando de la Mora 1:0 Hugo Lucena 60                                |
| 13 lipca 2003 | Club Libertad - Club Sol de América 2:0 Osvaldo Cohener 37, Edgar Robles 48                             |
| 13 lipca 2003 | Club Guaraní - Sportivo Sportivo Luqueño 2:2 Fabio Nunes 3, 55 - Carlos Alvarenga 54, Hugo Centurión 74 |
| 13 lipca 2003 | Sportivo San Lorenzo - Cerro Porteño 0:3 Sergio Aquino 42, Jorge Achucarro 73, Erwin Avalos 89          |

### Clausura 5
| Data          | Mecz                                                                                               |
| ------------- | -------------------------------------------------------------------------------------------------- |
| 18 lipca 2003 | Sp. Sportivo Luqueño - Club Libertad 0:0                                                           |
| 20 lipca 2003 | Sport Colombia Fernando de la Mora - Club Olimpia 2:1 Juan Matto 46, Justo Meza 48 - Mateo Corbo 8 |
| 20 lipca 2003 | 12 de Octubre Itaugua - Sportivo San Lorenzo 0:0                                                   |
| 20 lipca 2003 | Club Sol de América - Tacuary Asunción 0:0                                                         |
| 20 lipca 2003 | Cerro Porteño - Club Guaraní 1:0 Julio Dos Santos 52]                                              |

### Clausura 6
| Data          | Mecz |
| ------------- | --- |
| 26 lipca 2003 | Club Olimpia - Club Sol de América 0:0                                                                                       |
| 27 lipca 2003 | 12 de Octubre Itaugua - Cerro Porteño 0:0                                                                                    |
| 27 lipca 2003 | Sportivo San Lorenzo - Sport Colombia Fernando de la Mora 1:3 Víctor Aguilar 64 - Ismael Martínez 84, 86, Juan José Gómez 88 |
| 27 lipca 2003 | Tacuary Asunción - Sportivo Sportivo Luqueño 2:1 Julio González Ferreira 27, Gerardo Traverso 71 - Hugo Centurión 48         |
| 27 lipca 2003 | Club Libertad - Club Guaraní 0:2 Julio Manzur 55, Osvaldo Díaz 88]                                                           |

### Clausura 7
| Data            | Mecz |
| --------------- | --- |
| 1 sierpnia 2003 | Cerro Porteño - Club Libertad 2:2 Jorge Achucarro 29, 53 - Emilio Martínez 46, Fredy Barreiro 85                |
| 3 sierpnia 2003 | Club Sol de América - Sportivo Sportivo San Lorenzo 1:2 Aldo Sanabria 12 - Francisco Villa 2, Víctor Aguilar 29 |
| 3 sierpnia 2003 | Sport Colombia Fernando de la Mora - 12 de Octubre Itaugua 1:0 Prisciliano González 89                          |
| 3 sierpnia 2003 | Club Guaraní - Tacuary Asunción 0:2 Julio Ortellado 8, Julio González Ferreira 59                               |
| 3 sierpnia 2003 | Sp. Sportivo Luqueño - Club Olimpia 2:1 Seidou Aboubakar 86, Hugo Centurión 91 - Nelson Zelaya 12               |

### Clausura 8
| Data             | Mecz |
| ---------------- | --- |
| 8 sierpnia 2003  | Sport Colombia Fernando de la Mora - Cerro Porteño 1:3 Carlos Villagra 46 - Héctor Núńez 65 Erwin Avalos 69, Inca 85            |
| 10 sierpnia 2003 | Tacuary Asunción - Club Libertad 2:4 Julio González Ferreira 1, Lorenzo Silva 2 - Fredy Bareiro 6, 49k, 54, Arnaldo Espínola 85 |
| 10 sierpnia 2003 | 12 de Octubre Itaugua - Club Sol de América 1:1 Néstor Espinoza 48 - Marcial Garay 45                                           |
| 10 sierpnia 2003 | Sportivo San Lorenzo - Sportivo Luqueño 1:0 Francisco Villa 27                                                                  |
| 10 sierpnia 2003 | Club Olimpia - Club Guaraní 3:2 Mauro Caballero 48, Miguel Benítez ?, Rodrigo López 92 - Angel Ortiz 40k, Gilberto Velásquez 90 |

### Clausura 9
| Data             | Mecz |
| ---------------- | --- |
| 16 sierpnia 2003 | Cerro Porteño - Tacuary Asunción 2:1 Héctor Núńez 42, Erwin Avalos 49 - Diego Caneza 3                                                    |
| 17 sierpnia 2003 | Club Guaraní - Sportivo San Lorenzo 1:1 Gilberto Velásquez 91 - Francisco Escobar 65k                                                     |
| 17 sierpnia 2003 | Club Sol de América - Sport Colombia Fernando de la Mora 4:1 Miguel Cárdenas 6k, Julio Freyres 13, 80, Marcial Garay 62 - José Ńamandú 26 |
| 17 sierpnia 2003 | Sportivo Luqueño - 12 de Octubre Itaugua 0:0                                                                                              |
| 17 sierpnia 2003 | Club Libertad - Club Olimpia 0:0 |

### Clausura 10
| Data             | Mecz |
| ---------------- | --- |
| 23 sierpnia 2003 | Club Sol de América - Cerro Porteño 0:1 Erwin Avalos 60                                                                             |
| 24 sierpnia 2003 | Sportivo Luqueño - Sport Colombia Fernando de la Mora 3:2 Víctor Ortiz 62, 75, Daniel Ferreira 64 - Justo Meza 60, Derlis Pérez 69  |
| 24 sierpnia 2003 | Club Guaraní - 12 de Octubre Itaugua 1:0 Carlos Recalde 77                                                                          |
| 24 sierpnia 2003 | Club Libertad - Sportivo San Lorenzo 2:0 Osvaldo Cohener 52, Gustavo Morínigo 86                                                    |
| 24 sierpnia 2003 | Tacuary Asunción - Club Olimpia 1:4 Raúl Román 91 - Francisco Esteche 34, Sergio Orteman 48k, Miguel Benítez 74, Mauro Caballero 78 |

### Clausura 11
| Data             | Mecz |
| ---------------- | --- |
| 29 sierpnia 2003 | Sportivo San Lorenzo - Tacuary Asunción 0:4 Gerardo Traverso 28, Raúl Román 60, 62k, Julio González Ferreira 72 |
| 31 sierpnia 2003 | 12 de Octubre Itaugua - Club Libertad 0:0                                                                       |
| 31 sierpnia 2003 | Sport Colombia Fernando de la Mora - Club Guaraní 0:0                                                           |
| 31 sierpnia 2003 | Club Sol de América - Sportivo Luqueño 1:0 José Franco 73                                                       |
| 31 sierpnia 2003 | Cerro Porteño - Club Olimpia 0:1 Mauro Caballero 67                                                             |

### Clausura 12
| Data             | Mecz                                                                                        |
| ---------------- | ------------------------------------------------------------------------------------------- |
| 13 września 2003 | Club Olimpia - Sportivo San Lorenzo 1:1 Francisco Esteche 35 - Nelson Romero 19             |
| 14 września 2003 | Club Guaraní - Club Sol de América 1:0 Favio 46                                             |
| 14 września 2003 | Club Libertad - Sport Colombia Fernando de la Mora 0:1 Carlos Villagra 85                   |
| 14 września 2003 | Tacuary Asunción - 12 de Octubre Itaugua 0:2 Richard Estigarribia 14, Raúl Arviniagaldez 86 |
| 14 września 2003 | Sportivo Luqueño - Cerro Porteño 1:0 Hugo Centurión 47k                                     |

### Clausura 13
| Data             | Mecz |
| ---------------- | --- |
| 19 września 2003 | Club Sol de América - Club Libertad 2:1 Jacinto Zorrilla 44, Marcial Garay 72 - Fredy Bareiro 35                                   |
| 21 września 2003 | Cerro Porteño - Sportivo San Lorenzo 0:1 Arnaldo Alonso 91                                                                         |
| 21 września 2003 | 12 de Octubre Itaugua - Club Olimpia 0:2 Mauro Caballero 27, Sergio Orteman 39                                                     |
| 21 września 2003 | Sport Colombia Fernando de la Mora - Tacuary Asunción 2:2 Carlos Villagra 7, 84k - Gerardo Traverso 13, Julio González Ferreira 34 |
| 21 września 2003 | Sportivo Luqueño - Club Guaraní 1:0 Daniel Ferreira 79                                                                             |

### Clausura 14
| Data             | Mecz |
| ---------------- | --- |
| 27 września 2003 | Tacuary Asunción - Club Sol de América 0:0 |
| 27 września 2003 | Club Olimpia - Sport Colombia Fernando de la Mora 3:2 Néstor Isasi 4, Francisco Esteche 11, Rodrigo López 83 - Juan José Gómez 15, Carlos Villagra 77 |
| 28 września 2003 | Club Libertad - Sportivo Luqueño 3:2 Juan Samudio 17k, 55, Isidro Candia 67; Adolfo Esteche 2, Víctor Hugo Ortiz 66k                                  |
| 28 września 2003 | Sp.Sportivo San Lorenzo - 12 de Octubre Itaugua 0:1 Martín Escobar 46                                                                                 |
| 28 września 2003 | Club Guaraní - Cerro Porteño 1:1 Gilberto Velásquez 4 - Arístides Masi 5                                                                              |

### Clausura 15
| Data                | Mecz |
| ------------------- | --- |
| 4 października 2003 | Club Sol de América - Club Olimpia 1:1 Pedro Benítez 5s - Mauro Caballero 57                                                                      |
| 5 października 2003 | Sport Colombia Fernando de la Mora - Sportivo Sportivo San Lorenzo 2:2 Lorenzo Cabańas 3, Crispín Benítez 43 - Juan Mayer 2, Francisco Escobar 62 |
| 5 października 2003 | Sp. Sportivo Luqueño - Tacuary Asunción 2:1 Diego Martínez 19, Seidou Aboubakar 87 - Lorenzo Silva 93                                             |
| 5 października 2003 | Cerro Porteño - 12 de Octubre Itaugua 1:0 Edgar Barreto 11                                                                                        |
| 5 października 2003 | Club Guaraní - Club Libertad 0:0 |

### Clausura 16
| Data                 | Mecz |
| -------------------- | --- |
| 10 października 2003 | Tacuary Asunción - Club Guaraní 1:4 Diego Caneza 75 - Edgar González 23, Fabio Nunes 58, Osvaldo Díaz 62, Alcides Rodas 70 |
| 11 października 2003 | Club Olimpia - Sportivo Luqueño 3:1 Guido Alvarenga 2, Rodrigo López 5, 36 - Diego Martínez 84k                            |
| 12 października 2003 | Sportivo San Lorenzo - Club Sol de América 2:1 Víctor Aguilar 42, Celso Ruiz Díaz 66 - Gerardo Portillo 77                 |
| 12 października 2003 | 12 de Octubre Itaugua - Sport Colombia Fernando de la Mora 1:0 Walter Avalos 46k                                           |
| 12 października 2003 | Club Libertad - Cerro Porteño 2:2 Pedro Sarabia 17, Derlis Soto 55 - Erwin Avalos 27, José Devaca 48                       |

### Clausura 17
| Data                 | Mecz |
| -------------------- | --- |
| 17 października 2003 | Club Libertad - Tacuary Asunción 3:0 Fredy Bareiro 48, Derlis Soto 72, Juan Samudio 81                    |
| 18 października 2003 | Club Guaraní - Club Olimpia 1:2 Mauro Monges 1 - Gilberto Palacios 36, Guido Alvarenga 42                 |
| 20 października 2003 | Club Sol de América - 12 de Octubre Itaugua 4:0 José Franco 6, 88, Marcial Garay 40k, Aureliano Torres 80 |
| 20 października 2003 | Sportivo Luqueño - Sportivo Sportivo San Lorenzo 1:0 Gabriel Garcete 40                                   |
| 20 października 2003 | Cerro Porteño - Sport Colombia Fernando de la Mora 2:0 Erwin Ávalos 25, 52                                |

### Clausura 18
| Data                 | Mecz |
| -------------------- | --- |
| 25 października 2003 | Tacuary Asunción - Cerro Porteño 0:1 Nery Ortiz 11                                                                     |
| 25 października 2003 | Sport Colombia Fernando de la Mora - Club Sol de América 1:1 José Ńamandú 20 - Aureliano Torres 4                      |
| 26 października 2003 | Sportivo San Lorenzo - Club Guaraní 2:2 Nelson Romero 25, Francisco Villa 50k - Fidel Amado Pérez 23, Osvaldo Díaz 46k |
| 26 października 2003 | 12 de Octubre Itaugua - Sportivo Luqueño 0:0                                                                           |
| 26 października 2003 | Club Olimpia - Club Libertad 1:2 Guido Alvarenga 40 - Fredy Barreiro 36, Gustavo Morínigo 55                           |

### Tabela końcowa Clausura 2003
| Poz | Klub                               | Mecze | Zw | Rem | Por | Pkt | BrZd | BrStr |
| --- | ---------------------------------- | ----- | -- | --- | --- | --- | ---- | ----- |
| 1   | Club Libertad                      | 18    | 9  | 6   | 3   | 33  | 32   | 20    |
| 2   | Club Olimpia                       | 18    | 9  | 6   | 3   | 33  | 30   | 18    |
| 3   | Cerro Porteño                      | 18    | 9  | 5   | 4   | 32  | 24   | 15    |
| 4   | Club Guaraní                       | 18    | 7  | 6   | 5   | 27  | 24   | 17    |
| 5   | Sportivo Luqueño                   | 18    | 7  | 6   | 5   | 27  | 21   | 20    |
| 6   | Club Sol de América                | 18    | 4  | 7   | 7   | 19  | 17   | 16    |
| 7   | 12 de Octubre Itaugua              | 18    | 4  | 7   | 7   | 19  | 7    | 14    |
| 8   | Sportivo San Lorenzo               | 18    | 4  | 6   | 8   | 18  | 18   | 32    |
| 9   | Tacuary Asunción                   | 18    | 4  | 5   | 9   | 17  | 20   | 29    |
| 10  | Sport Colombia Fernando de la Mora | 18    | 4  | 4   | 10  | 16  | 22   | 34    |

Wobec równej liczby punktów dwóch pierwszych drużyn w tabeli, rozegrano decydujący mecz o mistrzostwo turnieju Clausura.
| Data                 | Mecz                                        |
| -------------------- | ------------------------------------------- |
| 30 października 2003 | Club Libertad - Club Olimpia 0:0, karne 6:5 |

Mistrzem turnieju Clausura został klub Club Libertad, a ponieważ był również mistrzem turnieju Apertura, został więc mistrzem Paragwaju w sezonie 2003.
Wicemistrzowie turniejów Apertura (Club Guaraní) i Clausura (Club Olimpia) stoczyli mecze barażowe o tytuł wicemistrza Paragwaju, dający jednocześnie prawo do gry w Copa Libertadores 2004.
| Data             | Mecz |
| ---------------- | --- |
| 2 listopada 2003 | Club Olimpia - Club Guaraní 1:1 Juan Carlos Benítez 90 - Ángel Ortiz 28                                            |
| 5 listopada 2003 | Club Guaraní - Club Olimpia 3:2 Pablo Giménez 5, 48, Fabio Nunes 38 - Gilberto Palacios 51, Juan Carlos Benítez 80 |

Wicemistrzem Paragwaju został klub Club Guaraní. Klub Club Olimpia otrzymał prawo gry w Liguilla Pre-Libertadores oraz bonus w postaci 1 punktu.

## Sumaryczna tabela sezonu 2003
Tabela obejmuje fazę ligową turnieju Apertura oraz turniej Clausura.
| Poz | Klub                               | Mecze | Zw | Rem | Por | Pkt | BrZd | BrStr |
| --- | ---------------------------------- | ----- | -- | --- | --- | --- | ---- | ----- |
| 1   | Club Libertad                      | 27    | 15 | 9   | 3   | 54  | 45   | 23    |
| 2   | Cerro Porteño                      | 27    | 14 | 8   | 5   | 50  | 44   | 23    |
| 3   | Club Olimpia                       | 27    | 13 | 10  | 4   | 49  | 46   | 29    |
| 4   | Club Guaraní                       | 27    | 10 | 9   | 8   | 39  | 42   | 37    |
| 5   | Sportivo Luqueño                   | 27    | 10 | 8   | 9   | 38  | 35   | 32    |
| 6   | Club Sol de América                | 27    | 7  | 11  | 9   | 32  | 29   | 23    |
| 7   | Tacuary Asunción                   | 27    | 8  | 6   | 13  | 30  | 35   | 45    |
| 8   | 12 de Octubre Itaugua              | 27    | 5  | 11  | 11  | 26  | 15   | 32    |
| 9   | Sport Colombia Fernando de la Mora | 27    | 6  | 6   | 15  | 24  | 36   | 54    |
| 10  | Sportivo San Lorenzo               | 27    | 5  | 6   | 16  | 21  | 28   | 57    |

### Baraż o pierwszą ligę
| Data             | Mecz |
| ---------------- | --- |
| 1 listopada 2003 | 3 de Febrero Ciudad del Este - Tacuary Asunción 1:2 Adolfo Fatecha 92 - Raúl Román 77, 81                 |
| 9 listopada 2003 | Tacuary Asunción - 3 de Febrero Ciudad del Este 2:1 Diego Canesa 58, Silvio Garay 91 - Roberto Gamarra 15 |

Klub Tacuary Asunción utrzymał się w pierwszej lidze.

### Klasyfikacja strzelców w sezonie 2003
| Gole | Piłkarz         | Klub                  |
| ---- | --------------- | --------------------- |
| 16   | Erwin Avalos    | Cerro Porteño         |
| 12   | Mauro Caballero | Club Olimpia          |
| 10   | Marcial Garay   | Club Sol de América   |
| 10   | Juan Samudio    | Club Libertad         |
| 9    | José Franco     | Club Sol de América   |
| 9    | Fabio Nunes     | Club Guaraní          |
| 9    | Fredy Bareiro   | 12 de Octubre Itaugua |
| 9    | Hugo Centurión  | Sportivo Luqueño      |

## Liguilla Pre-Libertadores 2003
Klub Club Olimpia przystąpił do turnieju mając bonus 1 punktu jako trzeci klub Paragwaju sezonu 2003.

### Kolejka 1
| Data             | Mecz |
| ---------------- | --- |
| 8 listopada 2003 | Sportivo Luqueño - Club Olimpia 0:1 Julio Enciso 79k                                                               |
| 8 listopada 2003 | Cerro Porteño - Club Sol de América 3:2 Erwin Avalos 64, Julio dos Santos 67, 86; José Franco 37, Marcial Garay 55 |

### Kolejka 2
| Data              | Mecz |
| ----------------- | --- |
| 11 listopada 2003 | Sportivo Luqueño - Club Sol de América 5:2 Christian Andersen 19, Hugo Centurión 25, 58, 75, Daniel Ferreira 67 - José Franco 6, Miguel Cárdenas 92k |
| 11 listopada 2003 | Cerro Porteño - Club Olimpia 0:2 Francisco Esteche 9, Julio Enciso 89                                                                                |

### Kolejka 3
| Data              | Mecz                                                                                                |
| ----------------- | --------------------------------------------------------------------------------------------------- |
| 14 listopada 2003 | Club Olimpia - Club Sol de América 1:1 Diego Figueredo 84 - Aureliano Torres 32k                    |
| 14 listopada 2003 | Sportivo Luqueño - Cerro Porteño 3:1 Héctor Sánchez 28, 31, Arnaldo Medina 74 - Osvaldo Hobecker 60 |

### Końcowa tabela Liguilla Pre-Libertadores 2003
| Poz | Klub                | Mecze | Zw | Rem | Por | Pkt | BrZd | BrStr |
| --- | ------------------- | ----- | -- | --- | --- | --- | ---- | ----- |
| 1   | Club Olimpia        | 3     | 2  | 1   | 0   | 8   | 4    | 1     |
| 2   | Sportivo Luqueño    | 3     | 2  | 0   | 1   | 6   | 8    | 4     |
| 3   | Cerro Porteño       | 3     | 1  | 0   | 2   | 3   | 4    | 7     |
| 4   | Club Sol de América | 3     | 0  | 1   | 2   | 1   | 5    | 9     |

Klub Club Olimpia jako zwycięzca turnieju Liguilla Pre-Libertadores zakwalifikował się do Copa Libertadores 2004.